# Adonis ramosa
Adonis ramosa är en ranunkelväxtart som beskrevs av Adrien René Franchet. Adonis ramosa ingår i släktet adonisar, och familjen ranunkelväxter. Inga underarter finns listade i Catalogue of Life.

## Bildgalleri

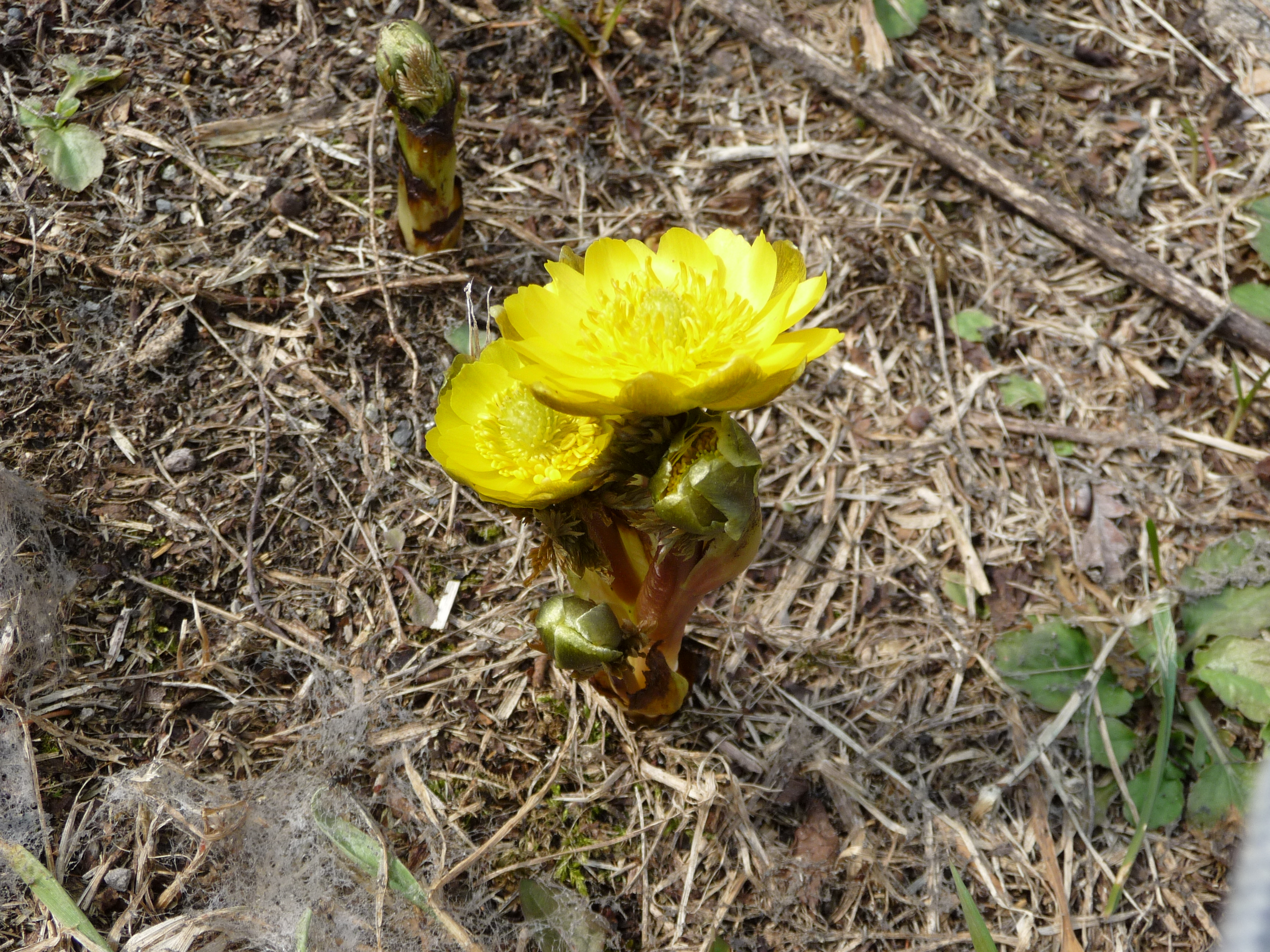
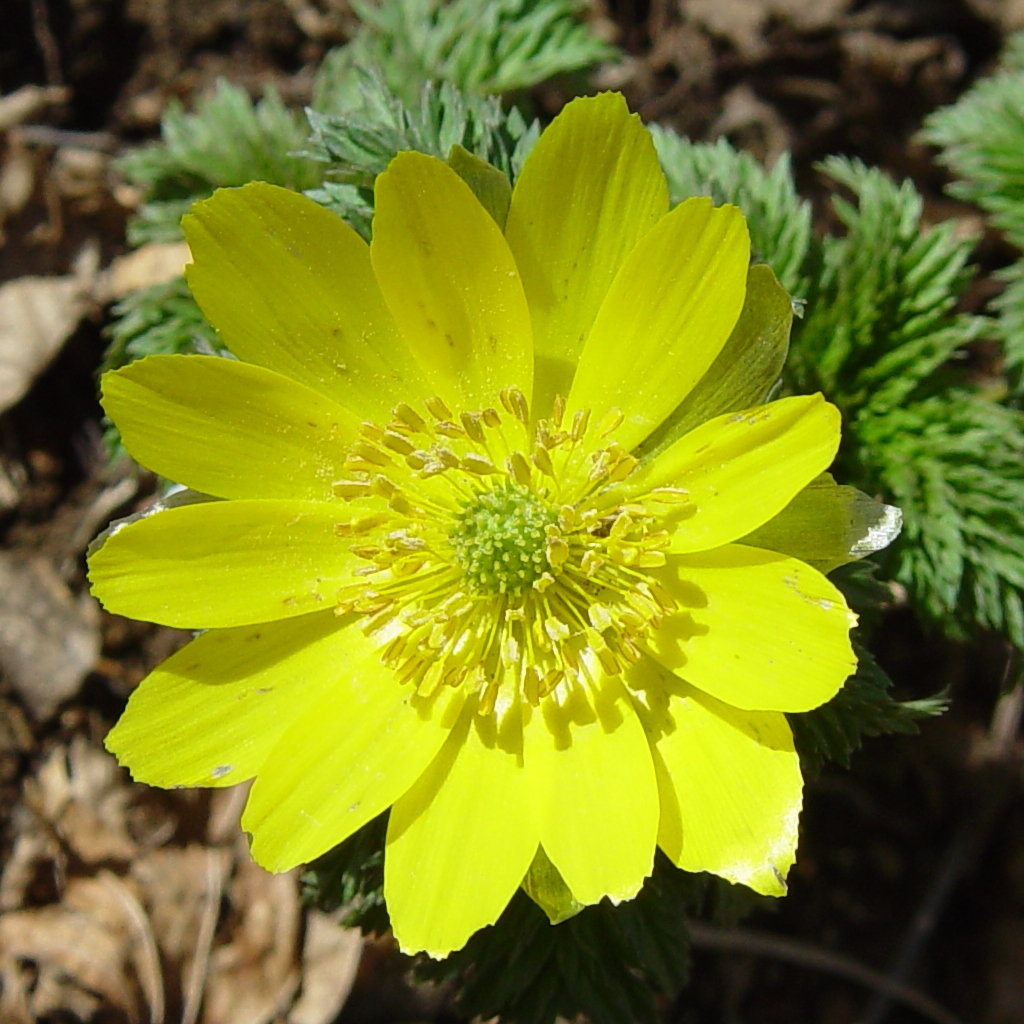
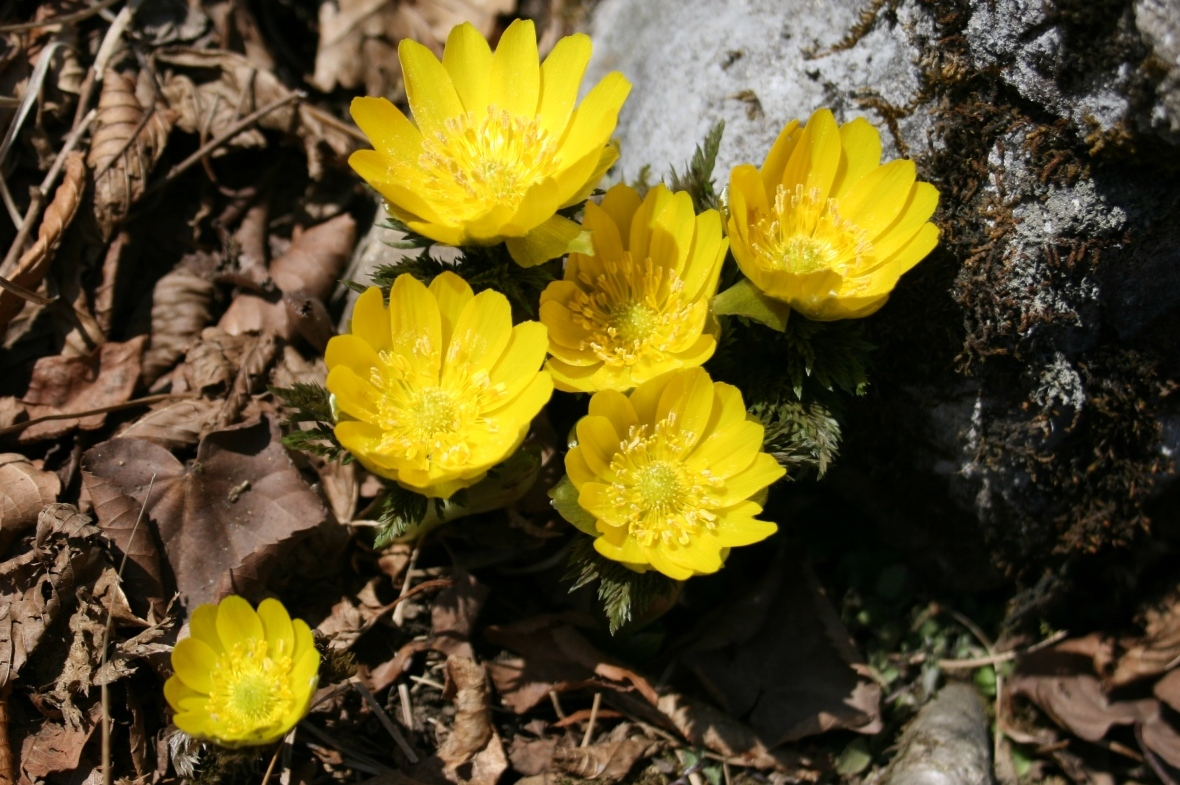
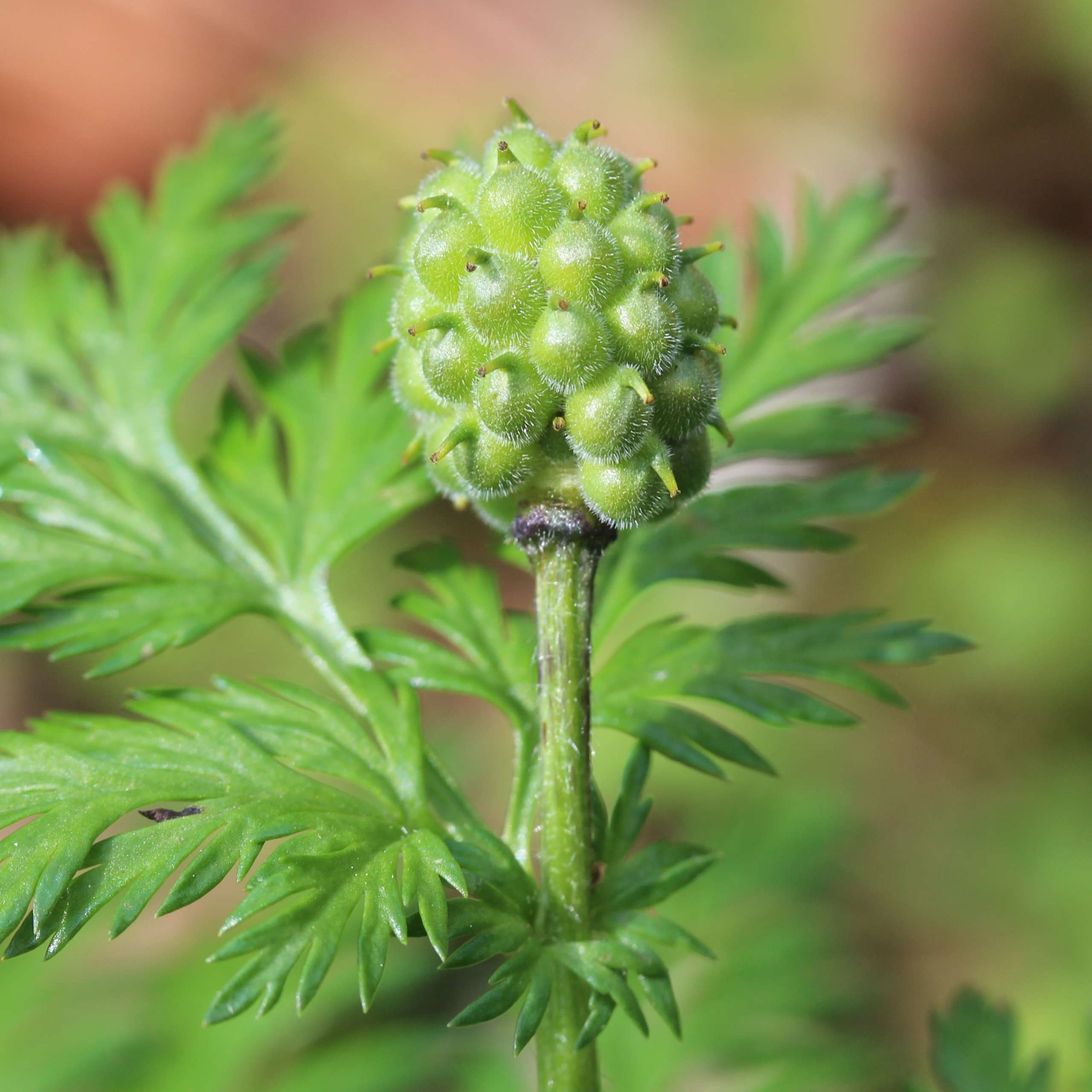
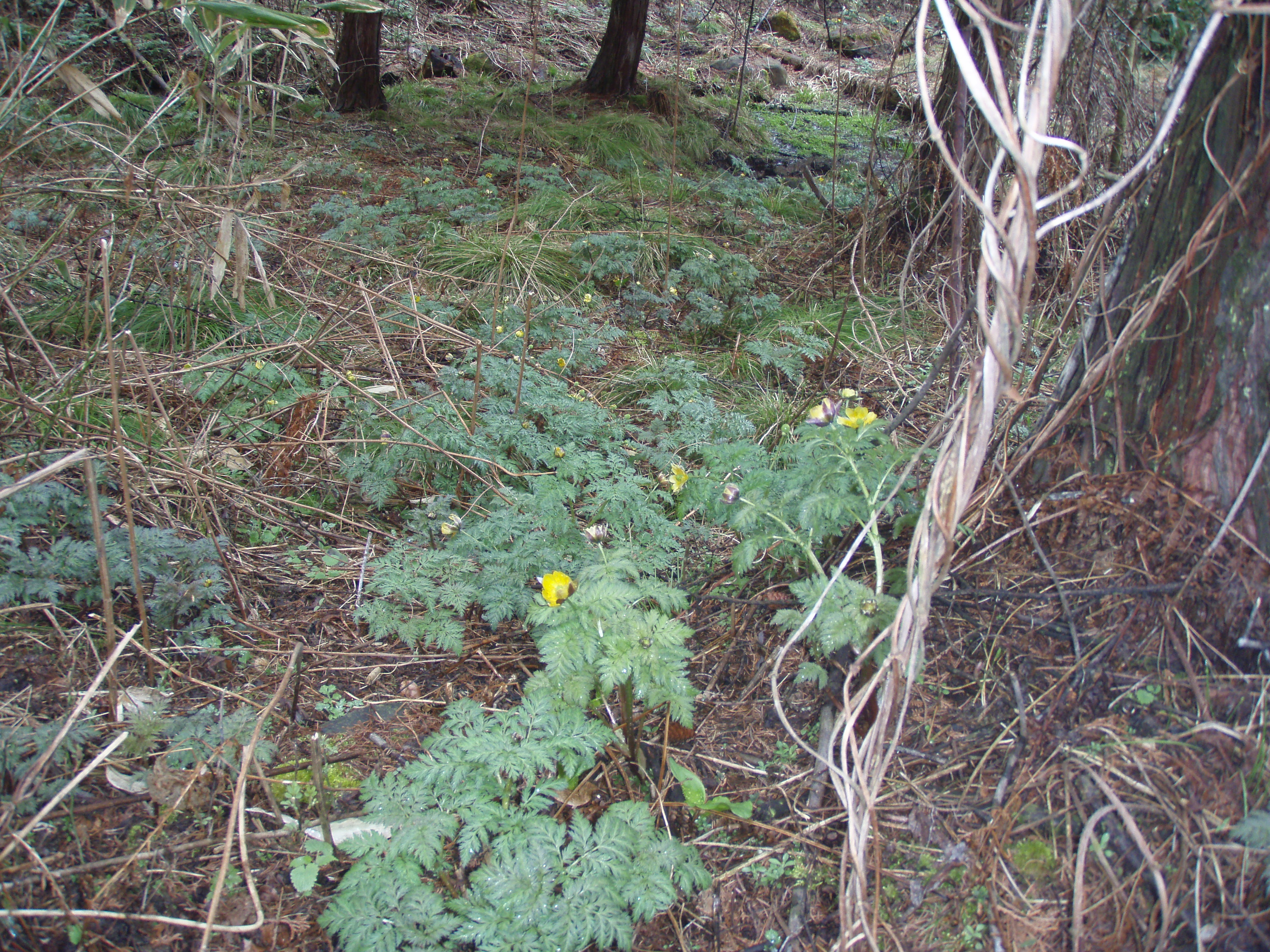
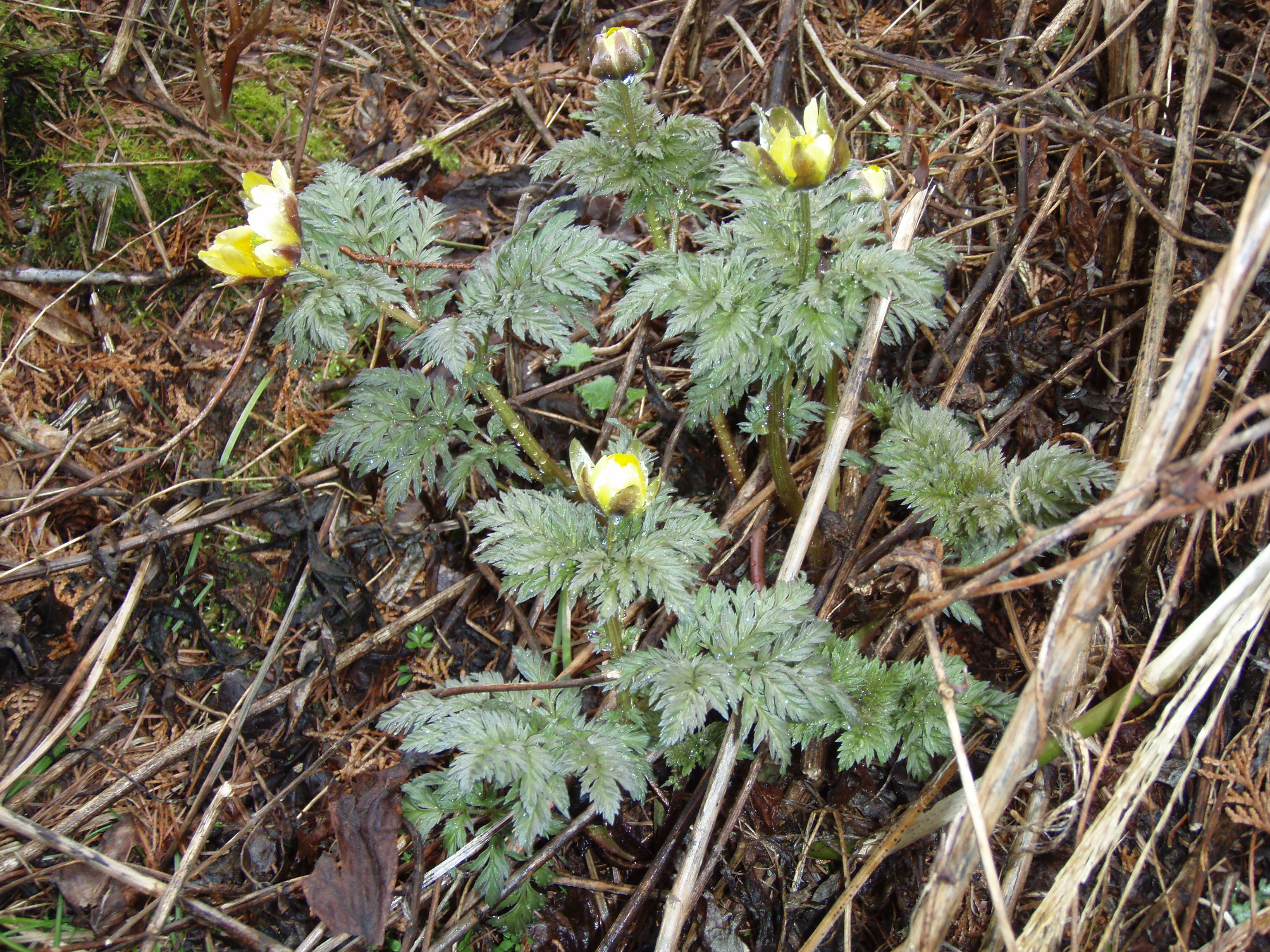